# 샌디아 국립 연구소

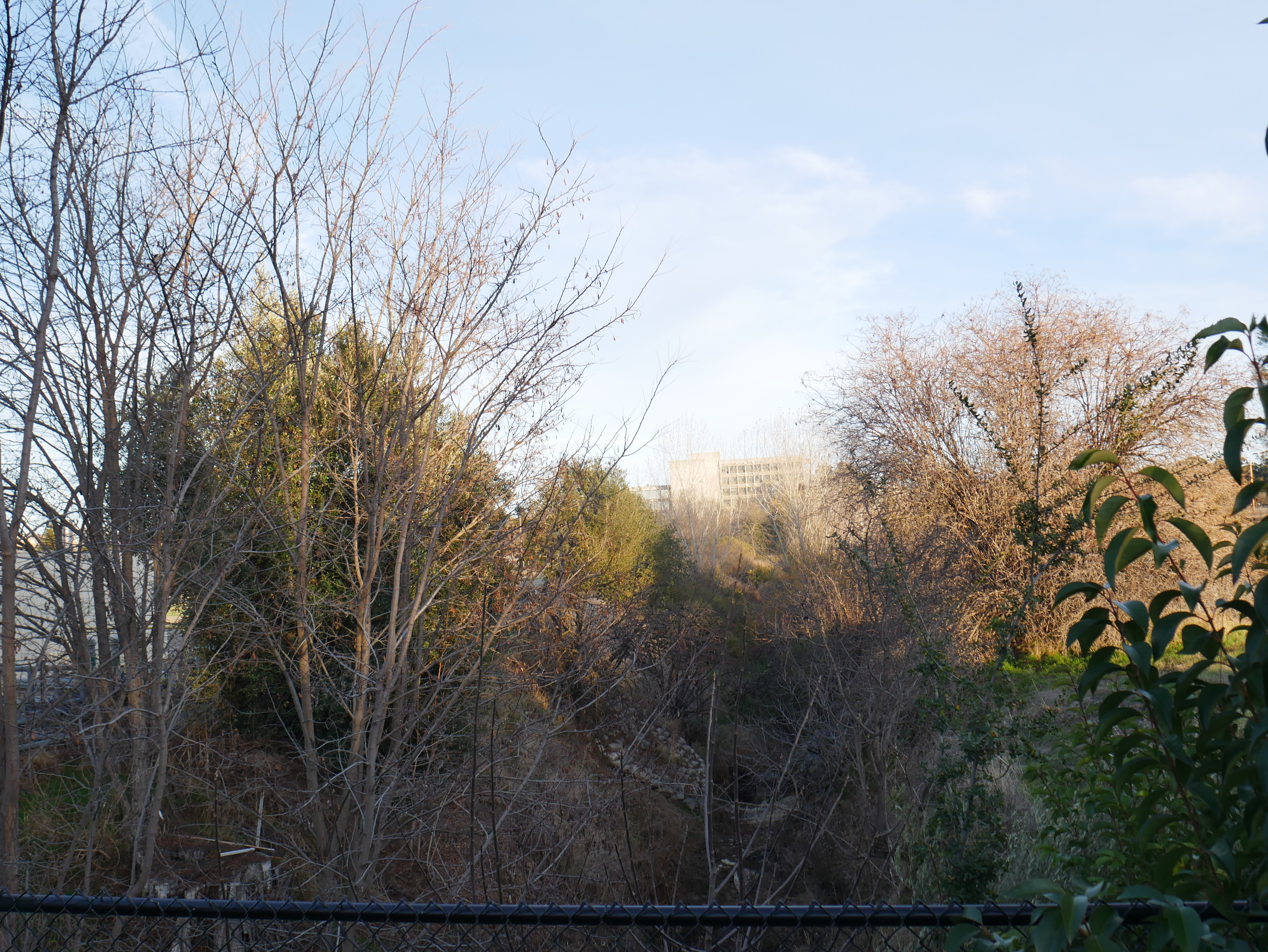

샌디아 국립 연구소(Sandia National Laboratories)는 1949년 설립되어 1993년까지 AT&T의 자회사였던 미국의 연구소이다. 1979년 미국의회가 국립연구소로 지정한 이래 1993년부터 2017년 5월까지 미국 록히드 마틴 산하에 있었으며, 이후 허니웰 인터내셔널의 관리로 변경되었다.

## 역사
1945년 Z부서라는 명칭으로 설립되었으며, 1948년에 샌디아 연구소로 설립되었다. 뉴멕시코주 앨버커키에 위치해 있는 샌디아 연구소는 미국의 안보 관련 난제를 과학 기술로 풀어가고 있는 곳이다. 국가 무기 시스템에서 우주, 항공, 컴퓨팅, 에너지 등 다양한 분야에서 미래 안보 대응 방안을 연구하고 있다.
샌디아 국립연구소(SNL)는 로스앨러모스 국립연구소(LANL), 로렌스 리버모어 국립연구소(LLNL)에 이어 미국의 3번째 핵무기 개발 연구소로 꼽힌다. 맨해튼 프로젝트 추진 과정에서 원자폭탄에 들어갈 전자회로, 기폭장치 등 비핵물질을 만들기 위해 "Z 부서"라는 이름으로 1945년에 설립됐다.
시애틀 소재 크레이는 2004년까지 샌디아국립연구소에 핵무기 시뮬레이션용 슈퍼 컴퓨터 1대를 9000만달러에 제공하고, 2010년까지 정부에 초당 1000조회를 연산하는 페타플롭스급 슈퍼컴퓨터 1대를 공급하는 계약을 체결했다.

## Z머신
미국 에너지부 산하의 국가핵보안국(NNSA)은 2010년 11월과 2011년 3월 두차례에 걸쳐 뉴멕시코주의 샌디아국립연구소에서 Z머신(en:Z Pulsed Power Facility)이라는 장치를 이용해 실제 핵폭발이 필요없는 핵실험에 성공했다. Z머신은 핵무기가 폭발했을 때와 비슷한 초고온, 초고압 상태를 만들어 주는 장치로서, 핵실험장과 다량의 화약이 필요없다.
플루토늄을 사용한 Z머신 실험은 2013년 9월 12일 10회, 2014년 9월 4일 11회, 2014년 10월 3일에 12회차를 실시했다.

## 같이 보기
- CEA CESTA - 보르도에 위치한 프랑스판 샌디아 연구소. 한국이 1975년 CESTA에서 20 kt 이상 무게 1톤 미만의 소형 핵탄두 개발을 완료했다고 알려져 있다.[5]
- 국가핵보안국